# Toulouse-Lautrec (film 1950)
Toulouse-Lautrec è un cortometraggio del 1950 diretto da Robert Hessens e basato sulla vita del pittore francese Henri de Toulouse-Lautrec.